# Representaciones culturales del Príncipe Negro

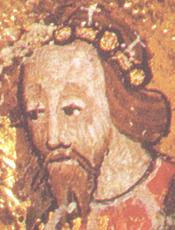
El Príncipe Negro según un dibujo de un manuscrito ilustrado.

Eduardo de Woodstock ha sido representado en el arte, el cine, la literatura, obras de teatro y juegos.

## Obras de teatro
Aparece de forma destacada como personaje en Eduardo III, una obra del siglo XVI en parte atribuible, posiblemente, a William Shakespeare.
Es mencionado en dos obras de Shakespeare: Ricardo II y Enrique V.

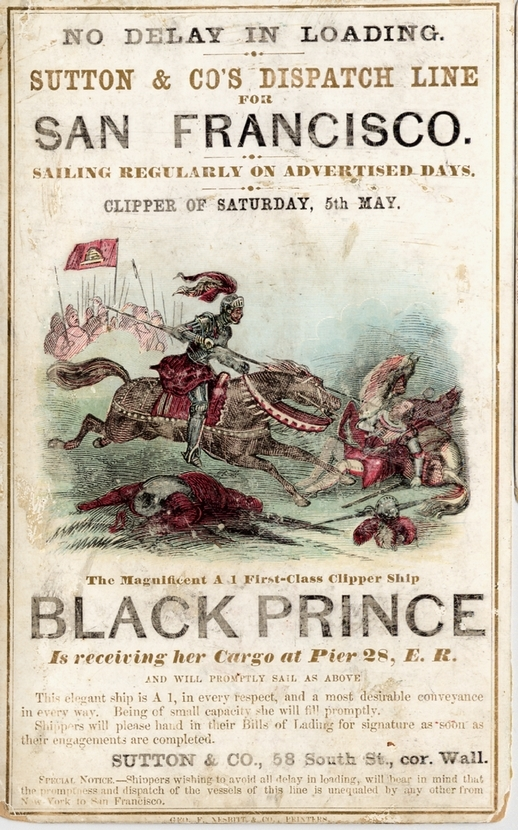
Clipper Black Prince

Roger Boyle, I conde de Orrery dedicó a Eduardo su obra de 1667 El Príncipe Negro.

## Novelas
- Eduardo y la catedral de Canterbury son mencionados en el capítulo 52 de David Copperfield de Charles Dickens: "Y las campanas, cuando sonaron, me hablaban tristemente de que todo cambió; me hablaban de mi propia edad, y de la juventud de mi bella Dora; y de los muchos, nunca viejos, que habían vivido y amado y muerto, mientras las reverberaciones de las campanas habían sonado a través de la armadura oxidada del príncipe Negro que colgaba allí dentro, y, motas en la profundidad del tiempo, se habían perdido a sí mismos en el aire, como los círculos en el agua."
- Eduardo aparece en las novelas históricas de Sir Arthur Conan Doyle The White Company (1891) y Sir Nigel.
- Fue mencionado en la novela corta de 1927 El caso de Charles Dexter Ward de H.P. Lovecraft, en la que implica que existían un secreeto desconocido y aún más oscuro para el sitio de Limoges.
- El personaje de Pyle en la novela de Graham Greene The Quiet American tiene un perro llamado "Príncipe" por "El Príncipe Negro". Fowler le dice: "el que masacró a todas las mujeres y niños en Limoges".
- Eduardo y Juana son personajes secundarios en The Lady Royal, por Molly Costain Haycraft, un relato de ficción de la vida de la hermana de Eduardo Isabel.
- Eduardo y Juana también aparecen con papeles secundarios en la novela de Anya Seton (1954) Katherine, sobre el hermano de Eduardo, Juan de Gante y su romance con Catalina de Roet-Swynford.
- Anthony Burgess afirmó en una entrevista de 1972 que había escrito un plan para una novela sobre el Príncipe Negro que incorporaría las técnicas narrativas de John Dos Passos: sin embargo, la novela en sí quedó sin escribir o publicarse.[1]
- Iris Murdoch publicó la novela El príncipe negro en 1973, aunque su título de hecho se refiere a Hamlet.
- Aparece en las novelas de Thea Beckman, Give Me Space (1976), Triumph of Scorched Earth (1977) y Wheel of Fortune (1978)
- Eduardo aparece como participante en la campaña de Crécy en la novela de Bernard Cornwell Harlequin (publicada en los Estados Unidos como The Archer's Tale). También aparece en la secuela 1356.
- Aparece en la novela By Right of Arms (1986), de Robyn Carr, como defensor y amigo del personaje principal.
- I Serve: A Novel of the Black Prince, de Rosanne E. Lortz (2009).
- Eduardo y Juana son personajes principales en The First Princess of Wales de Karen Harper.
- Eduardo aparece en la novela de Gordon R. Dickson The Dragon Knight, y también con Juana en la novela de Dickson The Dragon and the Fair Maid of Kent.
- El personaje de Robert Godwin en la novela histórica de Susan Howatch The Wheel of Fortune se basa en Eduardo.
- Tiene un importante papel en dos novelas de Rebecca Gablé, una escritora alemana de ficción histórica.
- Aparece como el Príncipe de Gales en Un mundo sin fin, de Ken Follett, durante la batalla de Crecy, donde es rescatado por uno de los personajes principales Ralph FitzGerald (más tarde conde de Shiring).
- Personaje principal de la tragedia de David Silvestre, Eduardo, Príncipe Negro de Gales, (2016)
- Es uno de los personajes secundarios más importantes en las novelas Sangre de Tinta y Muerte de Tinta

(Sobre todo en este último) de la autora alemana Cornelia Funke

## Arte

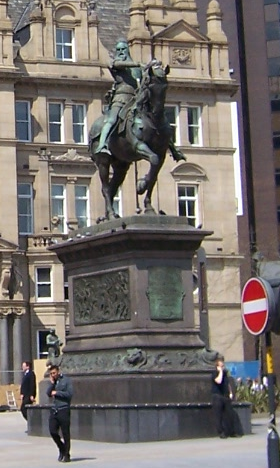
La estatua de Eduardo el Príncipe Negro en la plaza de Leeds.

- Una gran estatua ecuestre de 1903 del Príncipe, realizada por Thomas Brock puede verse en Leeds City Square. Fue un regalo del coronel Thomas Walter Harding, alcalde de Leeds entre 1898 y 1899. La elección fue probablemente también un tributo al futuro Eduardo VII, entonces Príncipe de Gales, que abrió la Leeds Infirmary en 1867 y los edificios del Yorkshire College (hoy la Universidad de Leeds) en 1885. La estatua es la pieza central de un conjunto de estatuas en la plaza, incluyendo algunas de personas más locales, como Joseph Priestley.
- "El Príncipe Negro en Crecy" de Julian Russell Story es una pintura muy grande y detallada de Eduardo en armadura negra, en pie tras la batalla sobre un rey enemigo vencido, Juan de Bohemia. La pintura forma parte de la colección permanente del Museo de Arte Telfair en Savannah, Georgia.

## Cine y televisión
- En la película The Dark Avenger / El caballero negro de 1955, fue personificada por Errol Flynn. También fue conocido como The Warriors en los Estados Unidos, y The Black Prince en el Reino Unido aunque este último parece ser un mero título de trabako. En Grecia fue retransmitida por la televisión como The Black Knight.
- Fue interpretado por James Purefoy en la película de 2001 A Knight's Tale. Aunque nunca se pretendió que fuera un relato históricamente exacto, la película le da un extraño giro favorable a Eduardo. Se le retrata como un príncipe bueno y benevolente, que disfruta colándose en torneos para competir, y es muy bueno con el protagonista, que es de ascendencia campesina, incluso lo hace caballero. Sin embargo, aparecer de incógnito en torneos no era algo infrecuente, inspirándose en romances caballerescos. De hecho, el padre del príncipe, el rey Eduardo III, disfrutaba participando en torneos vestido con las armas de otros caballeros ingleses.[2]
- Los voluntarios ingleses de las SS en la película de historia alternativa de 1965 It Happened Here son parte de la Black Prince Division tal como se ve brevemente en sus puños al final de la película cuando fueron masacrados después de rendirse.
- En la serie  Pedro I, el Cruel  (TVE, 1989), fue interpretado por Lluis Homar.

## Juegos
- Eduardo aparece en el videojuego de 2007 para PlayStation 3 y Xbox 360 Bladestorm: The Hundred Years' War de Koei. Dentro de este juego de video, se le ve como el comandante que inspira a las fuerzas inglesas, aspirando a conquistar Francia para su padre, aunque es compasivo con los sentimientos de los campesinos franceses, sabiendo que sería su pueblo si tiene éxito en Francia.
- Eduardo aparece con el nombre de Príncipe Negro en el juego Empire Earth en la campaña inglesa en el escenario cuarto y en el quinto.
- Es también un comandante militar clave en Medieval: Total War.
- Un caballero británico llamado El Príncipe Negro apareció en el editor del mapa Age of Empires II y es uno de los nombres aleatorios para el comandante de los británicos en los juegos de mapa aleatorios.
- En el juego "Madness: Project Nexus" El Príncipe Negro es mencionado cuando se clica en la Espada de Hierro y se lee su descripción.